# المناصير (قبيلة)
المناصير (واحدهم منصوري) هي قبيلة عربية تقيم بشكل رئيسي في دولة الإمارات العربية المتحدة، ولها تواجد في كل من دولة قطر والمملكة العربية السعودية ومملكة البحرين وسلطنة عُمان. كانوا بدوًا، محاربين، يتمتعون باستقلالية شديدة، وتنقلوا بين البريمي وقطر، ومن ساحل الخليج العربي إلى ليوا، واستقروا أيضًا في الإمارات الشمالية وبر فارس. اعتمدوا في معيشتهم على زراعة التمور وصيد اللؤلؤ ونقل البضائع على جِمالهم، بالإضافة إلى تربية الإبل.

## النسب
قبيلة المناصير مختلف في نسبها فمنهم من يعدها عدنانية النسب وأخرون يعدونها قحطانية.
- منصور بن جمهور بن حصن بن عمرو بن خالد بن حارثة بن جابر بن حارثة بن العبيد بن عامر بن بكر بن عامر بن عوف بن بكر بن عوف بن عذرة بن تيماللات بن رفيدة بن ثور بن كلب.[2]
- منصور بن عكرمة بن خصفة بن قيس عيلان بن مضر بن نزار بن معد بن عدنان.

- منصور بن زهران بن كعب بن الحارث بن كعب بن عبدالله بن مالك بن نصر بن الأزد بن الغوث بن نبت بن مالك بن زيد بن كهلان بن سبأ بن يشجب بن يعرب بن قحطان.[3]
- منصور بن شريف بن جروة بن أسيد بن عمرو بن تميمبن مر بن اد بن طابخة بن إلياس بن مضر بن نزار بن معد بن عدنان.
- منصور بن أسلم بن شمر بن عبد بن جذيمة بن زهير بن ثعلبة بن سلامان بن ثعل بن عمرو بن الغوث بن طيء.

## أبو ظبي
تُعدّ قبيلة المناصير من أهم القبائل في إمارة أبوظبي (إلى جانب قبيلة بني ياس، التي تعاونت معها وتعايشت معها عن كثب)، وكانت القبيلة سائدة تقليديًا في المناطق الصحراوية الممتدة بين البريمي وقطر، وساحل الخليج العربي حتى ليوا، إلا أن عائلات المناصير استقرت في أبوظبي والبريمي والخان وجميرا مع مطلع القرن العشرين. وبصرف النظر عن السكان المستقرين في المدن، كان المناصير بدوًا رحلًا بالكامل، بينما كانت قبيلة بني ياس، التي تشاركوا معها هذه المنطقة، مستقرة إلى حد كبير. كما تواجد عدد من عائلات المرر الرحل في منطقة ليوا.
كانت منازل المناصير في هلال ليوا في الغالب عريشًا موسمية، أو سعف النخيل، تُبنى كمساكن خلال موسم التمر الصيفي.
جاب حوالي 1400 من المناصير هذه المنطقة القبلية أو الدار في مطلع القرن، لكن المسوحات في الخمسينيات تشير إلى إجمالي عدد السكان حوالي 4000: 2800 منهم يعيشون في إمارة أبوظبي بينما عاش الباقي حياة مستقرة وبدوية في الإمارات المتصالحة الأخرى.
كان المناصير مستقلين بشدة، وعلى عكس نظرائهم المستقرين من بني ياس، لم يعتبروا أنفسهم بالضرورة تابعين لشيخ أبوظبي. ومع ذلك، فقد تعاونوا بشكل وثيق مع بني ياس، ومن بين 42 مستوطنة في منطقة ليوا، تم العثور على المناصير في 36. كانوا شعبًا داخليًا بموارد بحرية محدودة وكان لديهم عدد قليل من القوارب الخاصة بهم. عملوا في بنوك اللؤلؤ مع بني ياس، أو عملوا كغواصين أو ناقلين لمختلف النوخذة. خلال موسم التمور، كان المناصير الذين لا يملكون مزارع خاصة بهم يعملون في المزارع المستقرة مقابل الدفع عينيًا. وكان المناصير معفيين من دفع ضريبة التمور المعتادة لحاكم أبو ظبي.
تشمل فروع القبيلة: آل بو منذر (الكعبارة، المانع، المراشيد، المطاوعة، المداهمة)؛ وآل بو رحمة (آل بالخيل، آل تريس، الطرارفة، آل وبران)؛ وآل بالشعر (غوينم، رشيد، وآل بو ثويبت)؛ وآل ربيع. جميع هذه الفروع كانت تقضي الشتاء في الشمال الغربي (بالقرب من الحدود مع قطر) وتصطاف في ليوا، على الرغم من أن فرع آل بالخيل من آل بو رحمة كان يقضي الشتاء في سميح وأبو ظبي ويصطاف في البريمي.
بعد أن كانوا خاضعين للحكومة الوهابية، أكدوا استقلالهم مع مطلع القرن العشرين، وكانوا أقرب إلى أبوظبي، لكنهم حافظوا على استقلالهم بشكل أساسي، مع شيوخهم.
قام المناصير بتربية الإبل ونقل البضائع التجارية من الواحات إلى أبوظبي. كانوا يصنعون فحمهم الخاص، ويحملونه مع التمر والليمون الحامض والقمح وغيرها من المنتجات من الواحات إلى المدن. وكانت هجرة العائلات الموسمية السنوية من أبوظبي إلى واحات المناطق الداخلية (العين، المعروفة آنذاك باسم البريمي وليوا) لقضاء أشهر الصيف الحارة وموسم التمور، وكانوا يُستأجرون المناصير لتوفير قوافل الجمال.
ومع تراجع عائدات تجارة اللؤلؤ في أواخر عشرينيات القرن الماضي، عانت تجارة المناصير في تربية الإبل واستئجارها لنقلها، مما أدى إلى زيادة غارات المناصير على مجتمعات الإمارات الشمالية. وقد أدى ذلك إلى ضغوط من شيوخ الساحل المتصالح الآخرين على حكام أبوظبي للمطالبة بتعويضات، حيث كان أعيانهم يرفعون مطالباتهم إلى المجلس لتسويتها.
كان العمل لدى شركات النفط مصدر دخل بديل للمناصير: أرامكو أو قطر للبترول (التي تُعرف حاليًا باسم قطر للطاقة). كان لدى شركة تنمية البترول (الساحل المتصالح) المحدودة 40 من المناصير على قائمة رواتبها، لكنهم لم يقبلوا بالعمل إلا للمدة التي تكفي لسد احتياجاتهم الاقتصادية العاجلة، سواءً في حديقة نخيل أو ربما في زواج جديد. وفي الآونة الأخيرة، كانت السيارة لاند روفر. وكانوا يتركون حيواناتهم مع أحد أقاربهم ريثما يباشرون هذا العمل المؤقت. ومع تحول هذا النمط من العمل في شركات النفط إلى عمل طويل الأمد، ومع بدء نزاع البريمي في إظهار كيف يمكن أن تتحول الانتماءات القبلية إلى مطالبات إقليمية، بدأت حكومة أبوظبي في تنظيم حركة العمالة هذه، وكان المناصير الذين يغيبون لأكثر من عام عرضة لمصادرة مزارع نخيلهم.
وكان من مصادر الدخل الأخرى، مع زحف الحضارة الذي أجبرهم على تغيير نمط حياتهم، العمل كأتباع لحاكم أبوظبي. وقد أدرك شيوخ أبوظبي بدورهم أن المناصير قوة فاعلة ومؤثرة، فحرصوا على توفير فرص العمل ودفع الإعانات لهم. في الخمسينيات من القرن العشرين، كان حاكم أبو ظبي يمتلك 85 تابعًا من المناصير يتقاضون رواتب منتظمة.
شكّل المناصير جزءًا هامًا من القوة القتالية لأبوظبي، وقاتلوا دائمًا إلى جانب بني ياس. عندما صدّ الشيخ سعيد بن طحنون آل نهيان الوهابيين من واحة البريمي عام 1848، وكانت معظم قواته من قبيلة العوامر، كان المناصير، إلى جانب المزاريع، هم من انتظروا جنوب أبوظبي للهجوم على قوة الإغاثة المرسلة من نجد بقيادة سعد بن مطلق. كما لعب المناصير دورًا محوريًا في القتال إلى جانب زايد الكبير في معركة ضنك عام 1870 (التي رسّخت سيادة تركي بن سعيد سلطانًا على مسقط)، وفي الفترة التي تلت تلك المعركة، والتي بلغت ذروتها في يناير 1875 بهجوم آخر شنّه زايد على ضنك والمنطقة الواقعة جنوب المدينة، الظاهرة، بقوة راكبة قوامها 200 من بدو المناصير وبني هاجر. في الوقت نفسه، أرسل زايد قوة من المناصير والمزاريع ضد البريمي، مما دفع بني قتب إلى طلب المساعدة من دبي، وإرسال قوة من الفرسان من دبي إلى البريمي. أدى ذلك إلى مواجهة، وعلق زايد عملياته ضد الواحة.
عاد المناصير للقتال في البريمي عام 1923، عندما قاتلوا ضد الدروع وبني قتب والعوامر في البريمي، وهو صراع أدى إلى فترة طويلة من المناوشات والغارات بين القبائل في جميع أنحاء الداخل.
ومع ذلك، فقد كانوا أيضًا قوة لا يستهان بها ومستعدين للعب دور صانع الملوك: في عام 1927، طرد الشيخ سلطان بن صقر القاسمي، حاكم الشارقة، الحاكم السابق، الشيخ خالد بن أحمد القاسمي، بمساعدة المناصير بعد محاولة العودة من قبل الأخير - ومرة أخرى في عام 1928 عندما قُتل الشيخ صقر بن زايد آل نهيان برصاص مجموعة من البلوش والمناصير، مما مهد الطريق لحكم الشيخ شخبوط بن سلطان آل نهيان.

## مشاهير قبيلة المناصير
مبارك بن قران المنصوري - سياسي اماراتي وشيخ قبيلة المناصير
مريم المنصوري - أول طيارة مقاتلة في الإمارات العربية المتحدة
هزاع المنصوري - أول رائد فضاء إماراتي
ريم المنصوري - موظفة مدنية وسياسية قطرية. في عام ٢٠١٧، كانت واحدة من أربع نساء عُيّن في مجلس الشورى، لتصبح بذلك من أوائل البرلمانيات في البلاد.
سلطان بن سعيد المنصوري - مهندس إماراتي، شغل منصب وزير الاقتصاد في الإمارات العربية المتحدة من عام ٢٠٠٨ حتى عام ٢٠٢٠.
حواء المنصوري - طبيبة ومخترعة وسياسية إماراتية. عُيّنت في المجلس الوطني الاتحادي لدولة الإمارات العربية المتحدة عام ٢٠١٩.
عبد الله المنصوري - ضابط بحري بحريني. شغل عدة مناصب قيادية عليا، بما في ذلك قائد القوات البحرية الملكية البحرينية، وقائد قوة المهام المشتركة ١٥٢، وقائد الأسطول. المنصوري حاصلة أيضًا على درجة الدكتوراه في العلاقات الدولية، ومُنحت وسام الاستحقاق. وهو يشغل حالياً منصب رئيس كلية الدفاع الوطني في البحرين.